# Дуумвірати на Русі
Дуумвірати — співправління країною двох вождів, князів, царів. Давньоруські літописи 9–12 ст. містять відомості, які створюють враження, що на Русі (див. Київська Русь) досить часто існували, а можливо, й переважали форми одночасного правління кількості осіб, насамперед двох — дуумвірати (діархії). Утім, історики давно встановили, що перші «дуумвіри» Аскольд і Дір насправді княжили в Києві в різний час (Аскольд — у 60–70-ті, а Дір — у 70-ті–на початку 80-х рр. 9 ст.). Так само немає підстав говорити про співправління Олега й Ігоря Старого в Києві (882—912). Олег вокняжився в Києві начебто від імені Ігоря, але мав усю повноту влади. Разом з тим фольклорна традиція ставила поряд Аскольда і Діра, Олега й Ігоря, очевидно, тому, що в родоплемінному та й деяких ранньокласових суспільствахвах (Спарті, Хозарському каганаті) діархія двох правителів не була випадковою.
Справжні дуумвірати на Русі складаються лише за доби існування ранньофеодальної держави, завершення будівництва якої вчені пов'язують з ім'ям Ярослава Мудрого. 1026 він розділив по Дніпру Південну Русь, при цьому віддав братові Мстиславові Володимировичу Лівобережжя з Черніговом, а собі взяв Правобережжя з Києвом. Дуумвіри спільно правили державою аж до смерті Мстислава (1036), після чого Ярослав зосередив владу в своїх руках. Наступний Дуумвірат склав Всеволод Ярославич, великий князь київський 1078–93, поділивши владу зі старшим сином Володимиром Мономахом. По смерті Всеволода Святополк Ізяславич, вокняжившись у Києві, утворив з Володимиром Мономахом дуумвірат, що два десятиліття панував на Русі.
Дуумвірати існували в Київській Русі і за доби удільної роздробленості. Однак, якщо раніше дуумвіри діяли заодно, дбаючи про цілісність держави, то з 1140-х рр. співправителями стають звичайно голови двох найсильніших князівських кланів, насамперед Мономашичів і Ольговичів. Такі дуумвірати забезпечували підтримання нестійкої політичної рівноваги, стримували певною мірою міжкнязівські усобиці й сприяли консолідації сил проти половецьких ханів (див. Половці). Найтиповішим дуумвіратом часів феодальної роздробленості був дуумвірат глави смоленських Мономашичів Рюрика Ростиславича і проводиря чернігівських Ольговичів Святослава Всеволодича 1181–94. Однак їх консолідуюча роль була обмеженою й не поширювалася на всю територію Давньоруської держави.